# Diocesi di Belali
La diocesi di Belali (in latino Dioecesis Belalitana) è una sede soppressa e sede titolare della Chiesa cattolica.

## Storia
Belali, identificabile con Henchir-Belli nell'odierna Tunisia, è un'antica sede episcopale della provincia romana dell'Africa Proconsolare, suffraganea dell'arcidiocesi di Cartagine.
Tra i vescovi presenti alla conferenza di Cartagine del 411, che vide riuniti assieme i vescovi cattolici e donatisti dell'Africa, partecipò Adeodatus episcopus plebis Belalitensis, il quale dichiarò di non avere competitori donatisti nella sua diocesi.
Gli scavi archeologici hanno portato alla luce l'epitaffio del vescovo Fiorenzo (Florentius), vissuto all'epoca dell'imperatore Eraclio I, nella prima metà del VII secolo.
Dal XX secolo Belali è annoverata tra le sedi vescovili titolari della Chiesa cattolica; dal 4 febbraio 2005 il vescovo titolare è Carlos Alberto de Pinho Moreira Azevedo, delegato del Pontificio comitato di scienze storiche.

## Cronotassi

### Vescovi
- Adeodato † (menzionato nel 411)
- Fiorenzo † (prima metà del VII secolo)

### Vescovi titolari
- Bernard Mels, C.I.C.M. † (10 marzo 1949 - 10 novembre 1959 nominato arcivescovo di Luluabourg)
- Moisés Julio Blanchoud † (13 febbraio 1960 - 6 settembre 1962 nominato vescovo di Río Cuarto)
- Romeu Alberti † (25 marzo 1964 - 22 febbraio 1965 nominato vescovo di Apucarana)
- Peter Magoshiro Matsuoka † (26 giugno 1969 - 4 febbraio 1971 dimesso)
- Heinrich von Soden-Fraunhofen † (3 gennaio 1972 - 23 luglio 2000 deceduto)
- José Horacio Gómez (23 gennaio 2001 - 29 dicembre 2004 nominato arcivescovo di San Antonio)
- Carlos Alberto de Pinho Moreira Azevedo, dal 4 febbraio 2005